# 5225 Loral
5225 Loral eller 1983 TS1 är en asteroid i huvudbältet som upptäcktes den 12 oktober 1983 av den amerikanske astronomen Edward L.G. Bowell vid Anderson Mesa Station. Den är uppkallad efter det amerikanska teknikföretaget Loral.
Asteroiden har en diameter på ungefär 15 kilometer och den tillhör asteroidgruppen Themis.